# Explosion de Lexington Avenue
L'explosion de Lexington Avenue  est l'explosion d'une bombe terroriste survenue le 4 juillet 1914 dans un appartement du 1626 Lexington Avenue à New York. Des membres de la section lettone de l'Anarchist Black Cross (ABC) construisent une bombe dans un immeuble de sept étages lorsque la grande réserve de dynamite du groupe explose prématurément. L'explosion détruit la plupart des trois étages supérieurs de l'immeuble, tuant trois conspirateurs et un autre locataire qui ne fait pas partie du complot, et faisant des dizaines de blessés.

## Conspirateurs
En juillet 1914, deux membres de la section lettone de l'Anarchist Red Cross (ARC), Charles Berg et Carl Hanson, commencent à collecter de la dynamite qu'ils ont obtenu en Russie. Arthur Caron (en), membre des Industrial Workers of the World (IWW), complote avec eux. Ils stockent la dynamite dans l'appartement d'une autre membre de l'ARC, Louise Berger, rédactrice en chef du magazine Mother Earth d'Emma Goldman. Plusieurs réunions ont lieu au Ferrer Center (en), où le groupe élabore un plan selon lequel Caron, Berg et Hanson doivent poser une bombe dans la maison de John D. Rockefeller à Tarrytown, dans l'État de New York.
Selon des récits ultérieurs, les trois hommes, ainsi qu'Alexandre Berkman et Charles Robert Plunkett, se rencontrent au Ferrer Center au moins deux fois pour discuter du complot. Plunkett, l'un des complices de la conspiration, déclare plus tard que Berkman a choisi de rester dans les coulisses plutôt que de jouer un rôle actif dans l'attentat à la bombe en raison de sa mise à l'épreuve pour la tentative de meurtre d'Henry Clay Frick. Berkman nie par la suite toute implication ou connaissance du plan, un démenti soutenu par certains qui le connaissent et rejeté par d'autres. Plunkett affirme également que ni Rockefeller ni sa maison ne sont censés être la cible de la bombe, et que son explosion à Tarrytown n'est qu'un "geste de protestation".

## Explosion
Le 4 juillet à 9 h 0 du matin, Berger quitte son immeuble du 1626 Lexington Avenue et se rend dans les bureaux de Mother Earth sur la 119e rue. Quinze minutes plus tard, une explosion meurtrière a lieu au sixième étage de l'immeuble de Lexington Avenue, situé entre les 102e et 103e rues dans le quartier densément peuplé de Harlem, à seulement quelques pâtés de maisons du Ferrer Center. Les passants sont témoins d'une pluie de débris et de décombres qui tombent dans la rue. Les trois étages supérieurs de l'immeuble sont détruits par l'explosion, tandis que des débris s'abattent sur les toits et les rues en contrebas. De gros meubles sont projetés à des centaines de mètres dans les airs en raison de la puissance de l'explosion.
La bombe destinée à Rockefeller a explosé prématurément dans l'appartement de Berger, tuant Hanson, Berg, Caron et Marie Chavez, qui n'a apparemment pas été impliquée dans la conspiration mais a simplement loué une chambre dans l'appartement. L'explosion a projeté le corps de Caron sur l'escalier de secours mutilé et tordu. Les corps mutilés de Chavez et Hanson sont retrouvés à l'intérieur de l'appartement. L'explosion a déchiré le corps de Berg en morceaux, qui a été vus par des spectateurs être projetés dans les airs dans les rues. Au total, vingt autres personnes sont blessées, dont sept suffisamment gravement pour être hospitalisées. Berkman assiste aux funérailles des hommes. Berger nie par la suite toute implication, et la police ne peut pas l'impliquer dans la conspiration.
Un autre membre de l'IWW, "Mike" Murphy, passe la nuit dans le même appartement lorsque l'explosion se produit. L'explosion détruit le sol sous lui, provoquant la chute de son lit dans l'appartement du dessous. Légèrement étourdi et confus, Murphy réussit à s'en sortir avec seulement quelques contusions mineures. Il est immédiatement recherché pour interrogatoire par la police mais réussit à s'échapper au siège de Mother Earth, où l'on pense que Berkman l'a envoyé se cacher, accompagné de son co-conspirateur Plunkett. Murphy est d'abord emmené dans le New Jersey, puis à Philadelphie par des membres de la Radical Library, et enfin au Canada.

## Conséquences
La mort des fabricants de bombes ne met pas fin aux attaques contre Rockefeller et sa compagnie, la Standard Oil. Le 19 novembre 1915, un autre complot d'attentat à la bombe est découvert, cette fois contre John D. Archbold (en), président de la Standard Oil, à son domicile de Tarrytown. La police suppose que la bombe est placée par des anarchistes et des radicaux de l'IWW en guise de protestation contre l'exécution du membre de l'IWW Joe Hill à Salt Lake City, dans l'Utah. La bombe est découverte par un jardinier qui trouve quatre bâtons de dynamite, pesant chacun une livre (0,45 kg), à moitié cachés dans une ornière d'une allée à 15 mètres de l'entrée principale de la résidence. Les bâtons de dynamite sont liés ensemble par un fil de fer, équipés de capsules à percussion et enveloppés d'un morceau de papier de la même couleur que l'allée, un chemin utilisé par Archbold pour se rendre à son domicile ou en revenir en automobile. La bombe est plus tard désamorcée par la police.

## Galerie

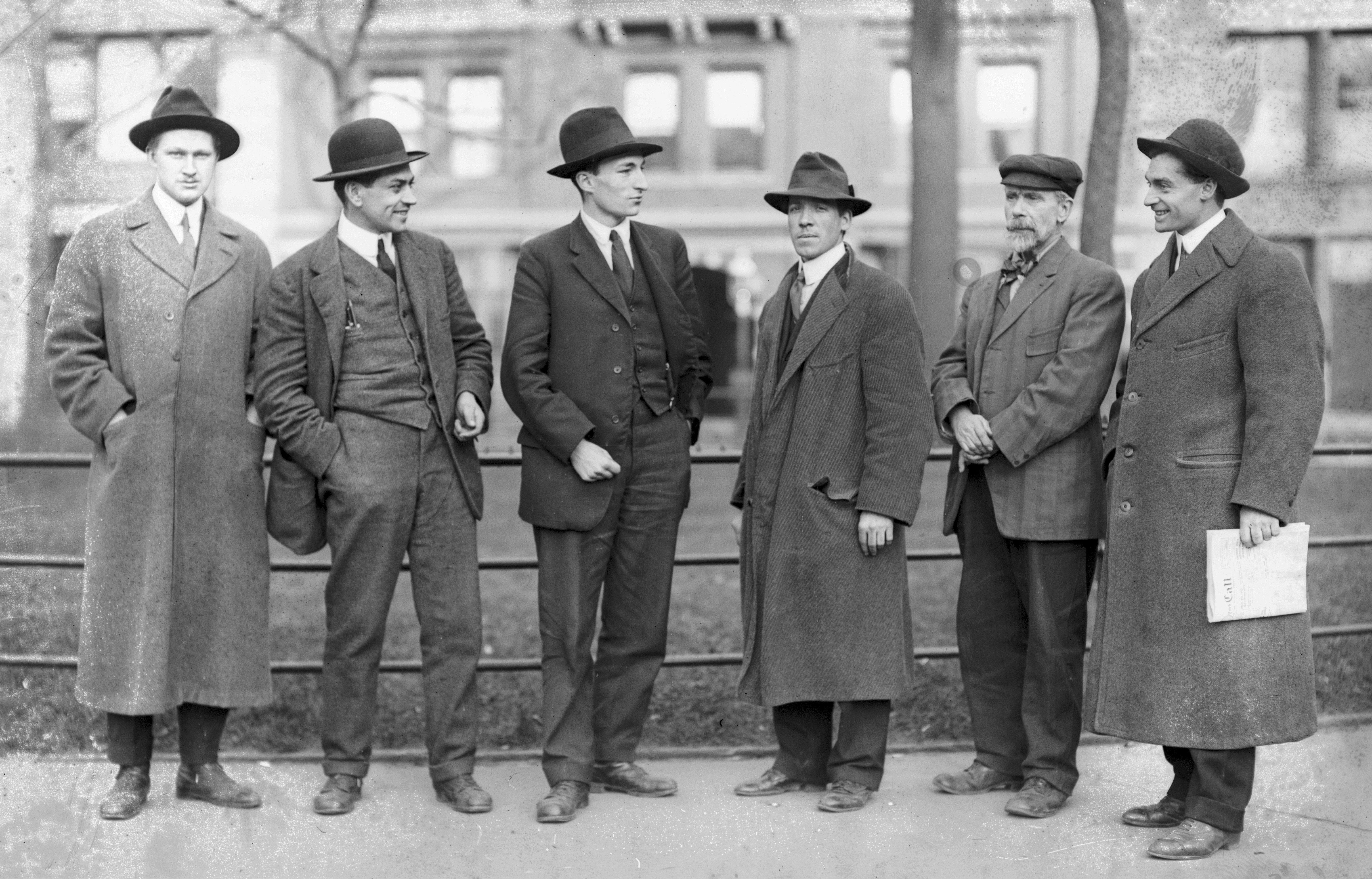
Le comité de l'IWW. De gauche à droite : Sullivan, Caron, Plunkett, Turner, Woolman. Arthur Caron et Charles Plunkett sont impliqués dans l'attentat.
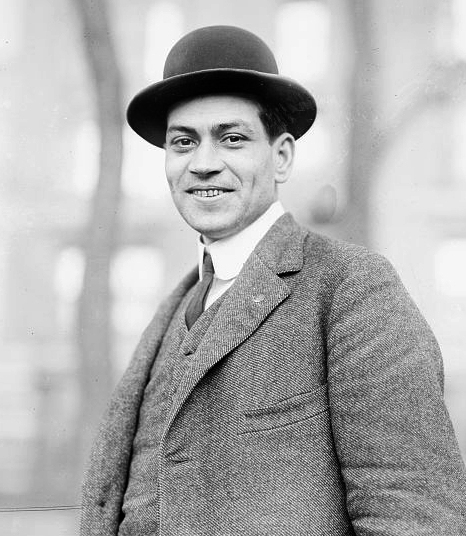
Arthur Caron vers 1914.